# Timothy Brown (concepteur de jeu)
Pour les articles homonymes, voir Timothy Brown et Brown.
Timothy B. Brown est un concepteur de jeu, principalement des jeux de rôle. Il a été concepteur chez Game Designers' Workshop, éditeur du magazine Challenge et directeur du développement de produits chez TSR.